# Дело Кейси Энтони
Дело Кейси Энтони — судебный процесс по поводу смерти Кейли Энтони (англ. Death of Caylee Anthony), двухлетней американской девочки из города Орландо, штат Флорида. Журнал Time охарактеризовал этот процесс как процесс века. В смерти девочки обвинили её мать, Кейси Мэри Энтони (англ. Casey Marie Anthony; род. 19 марта 1986).

## Исчезновение
Кейли Мэри Энтони (9 августа 2005—16 июня 2008) жила в Орландо, штат Флорида, со своей матерью, Кейси Мэри Энтони, и со своими бабушкой и дедушкой со стороны матери Синди и Джорджем Энтони. 16 июня 2008 года Кейси вместе со своей дочерью уехала из родительского дома якобы на работу в Тампу. Синди Энтони неоднократно в течение месяца созванивалась с Кейси, чтобы повидать Кейли, но постоянно получала отказ то в связи с занятостью дочери в командировке в Тампе, то в связи с тем, что девочка была то на пляже, то в парке аттракционов под присмотром своей няни Зинаиды Фернандес-Гонсалес (англ. Zenaida Fernandez-Gonzales).
Через месяц, 13 июля 2008, Синди и Джордж обнаружили на своей входной двери уведомление с почты о заказном письме. Джордж Энтони получил заказное письмо в почтовом отделении 15 июля 2008 года, и обнаружил, что их машина, на которой уехала Кейси, находится на штраф-стоянке и её необходимо забрать. Джордж забрал машину и во время езды обратно заметил сильный запах, доносившийся из багажника. Как позднее заявили супруги, они считали, что это запах разложения тела. Когда багажник был открыт, в нём находился мешок с мусором, но никаких человеческих останков не было.
Синди Энтони объявила Кейли пропавшей без вести. В тот же день, 15 июля, она обратилась в местный офис шерифа. Во время того же телефонного разговора Кейси Энтони подтвердила оператору колл-центра 911, что Кейли считалась пропавшей без вести в течение 31 дня. Синди, практически обезумев, сказала: «Тут что-то не так. Когда я нашла машину дочери, там стоял такой запах, будто в этой чертовой машине труп возили».

## Расследование
Когда детектив Департамента шерифа округа начал расследование исчезновения Кейли Энтони, он обнаружил расхождения в показаниях Кейси с подписанным заявлением . Кейси сказала, что Кейли была похищена няней Зинаидой Фернандес-Гонсалес, которую она назвала «Занни» (англ. «Zanny»). В ходе допроса Кейси выяснилось, что никакой няни, якобы похитившей ребёнка, не существует. Кейси также рассказала полиции, что работала на киностудии Universal Studios. 16 июля 2008 года следователи попросили Кейси отвезти их в Universal Studios. Это оказалось ложью.
16 июля 2008 Кейси Энтони была арестована, на следующий день ей было предъявлено обвинение в оставлении ребёнка без присмотра, даче ложных показаний и попытке воспрепятствовать расследованию. Судьёй было отказано в освобождении под залог с формулировкой, что Кейси демонстрирует «горестное равнодушие по поводу судьбы своего ребёнка». 21 августа 2008, после одного месяца тюремного заключения, она была выпущена из тюрьмы округа Ориндж под залог $500 тыс. в надежде, что она будет сотрудничать в поисках Кейли.
Несколькими днями ранее в лесополосе был найден пакет с разложившимся телом ребенка. Позднее останки были идентифицированы как принадлежавшие Кейли Энтони. Причина смерти не была установлена.
14 октября 2008 года, когда у следствия накопилась достаточная доказательная база, Кейси Энтони были предъявлены обвинения в убийстве, причинении смерти по неосторожности и насилии над ребёнком. 28 октября Кейси Энтони была привлечена к суду. Она не признала себя виновной ни по одному пункту обвинения. 13 апреля 2009 года прокуратура объявила, что планирует добиваться смертной казни.

## Суд
Судебный процесс начался 24 мая 2011 года в старом здании суда округа Ориндж с председательствующим судьёй Бэлвин Перри. В своих вступительных заявлениях главный прокурор Линда Дрэйн Бердик описала историю исчезновения Кейли Энтони день в день. Обвинение настаивало на умышленном убийстве и обратилось к суду с просьбой назначить смертную казнь Кейси Энтони. Прокуратура заявила, что Энтони использовала хлороформ, чтобы ввести свою дочь в бессознательное состояние, прежде чем заклеить клейкой лентой нос и рот, чтобы задушить её, и Кейси оставила тело в багажнике своего автомобиля, прежде чем через несколько дней от него избавиться. Прокуратура характеризовала Кейси как тусовщицу, которая убила свою дочь, чтобы освободиться от родительской ответственности и наслаждаться личной жизнью.
Защита, возглавляемая Хосе Баесом, заявляла, что Кейли случайно утонула в семейном бассейне 16 июня 2008 года и была найдена Джорджем Энтони, который выловил из бассейна утонувшую внучку и в испуге решил спрятать её в окрестной лесополосе. Баес утверждал, что Кейси привыкла всю жизнь скрывать свою боль и притворяться, что ничего не случилось, потому что она подверглась сексуальному насилию со стороны Джорджа Энтони, когда ей было восемь лет, а также её домогался её брат Ли. Именно поэтому Кейси долгое время не сообщала в полицию о пропаже Кейли.

## Вердикт и приговор
5 июля 2011 года присяжные признали Кейси Энтони невиновной по всем пунктам обвинения, за исключением четырёх пунктов о даче ложных показаний.

## Последствия

### Юриспруденция
Закон Кейли — неофициальное название для предлагаемых законопроектов в нескольких штатах США, обязующих родителей сообщать о смерти ребёнка в течение 24 часов и о пропаже в течение 48 часов.

### Отражение в поп-культуре
- Существует множество песен, написанных во время и после судебного процесса. Самое частое название подобных песен — «Песня о Кейли» (англ. Caylee’s Song).
- В 2013 году вышел телевизионный фильм Судебное обвинение Кейси Энтони[англ.] с Робом Лоу и Элизабет Митчелл в главных ролях.